# محمد كاظم اليزدي
 محمد كاظم اليزدي (بالفارسیة: سید محمدکاظم طباطبایی یزدی) (1247 هـ - 1337 هـ). هو مرجع شيعي من أصول إيرانية (يزدية) توّلى القيادة الدينية والسياسية والمرجعية عند الشيعة في النجف، واسمه الكامل هو محمد كاظم بن عبد العظيم الطباطبائي الحسني الكسنوي اليزدي النجفي وينتهي نسبه - على ما حكاه صاحب الأعيان - إلى إبراهيم الغمر بن الحسن بن الحسن بن علي بن أبي طالب. وهو ذو مقام ديني عظيم عند الشيعة لكونه مؤلّفاً لموسوعة العروة الوثقى التي تُعد من أهم الكتب الفقهية الشيعية وعليها عشرات الشروح والحواشي والتعليقات.

## ولادته ونشأته
ودرس في الحوزة العلمية الشيعية ولد في قرية كسنوية في محافظة يزد في إيران عام 1247 هـ وتوفي في النجف بذات الرئة وداء الجنب من يوم الثلاثاء 28 رجب سنة 1337 هـ ودفن فيها خلف جامع عمران ابن شاهين في مرقد الامام علي.

## دراسته وتدرجه العلمي
درس المقدّمات في مدينة يزد ثم سافر إلى مشهد وبعدها إلى إصفهان لإكمال دراسته وبقي فيها حتّى نال درجة الاجتهاد ثمّ سافر إلى النجف عام 1281هـ واستقر بها، وتتلمذ على بعض علماء الشيعة المعروفين آنذاك:

### أساتذته وتلامذته
| - محمد حسن الشيرازي. - محمد هاشم الموسوي الخونساري. | - محمد باقر الموسوي الخونساري. - محمد باقر الأصفهاني. | - حسن الأردكاني. - راضي النجفي. |

أما تلامذته فهم كثيرون، ولكن أبرزهم:
| - حسين البروجردي. - أبو الحسن الأصفهاني. - محسن الحكيم. - محمد حجت الكوهكمري. - الشيخ ضياء الدين العراقي - حسين الطباطبائي القمي - السيد أحمد الأعرجي الخونساري | - آغا بزرگ الطهراني. - عبد الحسين شرف الدين. - الشيخ محمد رضا النجفي الإصفهاني - صدر الدين الصدر - عباس القمي. - السيد محمد الحسيني الفيروزآبادي. - الشيخ محمد حسن المظفر - محمد حسين آل كاشف الغطاء. | - علي الموسوي البهبهاني - محمّد تقي الخونساري - علي اليثربي الكاشاني - الشيخ محمّد الفيض القمي - الشيخ أبو الهدى الكلباسي |

اية الله العظمى الشيخ محمد الرضا الغراوي النجفي

## دوره في مواجهة البريطانيين
حين بدأ دخول البريطانيين إلى العراق أفتى اليزدي بالجهاد وأرسل ابنه مُحمّداً إلى ساحات القتال، وقد وُثّق ذلك في رسالته إلى والي بغداد العثماني المذكورة في بعض المصادر،
وكان يحث الحكومة العثمانية على أن تكسب ودّ الشيعة مع ما يتناقله الشيعة من أنّهم عانوا من ظلم الدولة العثمانية وجورها طوال السنين الماضية، ورغم تطوّع بعض الشيعة للدفاع مع الدولة العثمانية ضد تقدم القوات البريطانية إلا أنّ - وفقاً لبعض المصادر التاريخية - قوّادها الأتراك كانوا يعاملون الشيعة بقسوة وعنف، ولهذا فرّ بعضهم إلى النجف. وعند ذلك أرسل الوالي العثماني إلى النجف قوة عسكرية اقتحمت المدينة من أسوارها، وكان الجنود يداهمون البيوت ليلاً ونهاراً ويتحسسون أجساد النساء.
وكان من الطبيعي أن يستفز ذلك الناس فثاروا على الحكومة العثمانية وبدأوا ينادون بأن محاربتها أولى من محاربة المشركين، وترافق ذلك مع قيام هذه الحكومة باقتحام مدينة الحلة وقتل العشرات من أهلها، وما كان الشيعة بمناصرة العثمانيين أصلاً لأنهم تعرّضوا للاضطهاد الشديد منهم، وقد كان القادة الأتراك يتوعّدون الشيعة أثناء معاركهم مع البريطانيين أمام مرأى ومسمع من تطوّع من الشيعة معهم في تلك المعارك، فمما نُقل أنهم كانوا يقولون أنهم بعد الانتصار على البريطانيين سيتوجهون إلى النجف وسائر المدن الشيعية لقتل كل من لم يشارك معهم في القتال لكون هؤلاء خونة، وقد سجّل كامل سلمان الجبوري عبارة أحمد بك أوراق - وهو أحد القادة الأتراك -: ”أننا لو فتحنا الشعيبة والبصرة يبقى علينا واجب ثان وهو فتح العراق وخاصة الفرات أولاً وعشائر شط دجلة ثانياً لأنهم خونة“، وقد دفع هذا الأمر شيخ عشيرة بني مالك بدر الرميض للرد عليهم قائلا: ”أنتم الخونة للإسلام لا نحن، وتحزّبكم ضد العرب كافٍ للتدليل على ذلك. ثم إنكم أولى بالحرب والقتل ممن نحارب، ووالله لولا فتوى علمائنا لما وجدتمونا في هذه الساحات التي نقاتل معكم فيها ضد الإنجليز“. مع كل هذا حاول اليزدي أن يدفع الشيعة إلى مناصرة الحكومة العثمانية والقتال صفّاً واحداً ضد البريطانيين رغم ضجر الشيعة من ذلك، فأفتى ثانية بوجوب الجهاد، وكلّف ابنه محمداً بأن يخطب في الناس لاستنهاضهم في الخامس عشر من شهر محرم لسنة 1334 هـ، بل وكان يتكفل بنفقات الثُوّار بنفسه.
غير أنّ تخبطات العثمانيين العسكرية جعلت البريطانيين يتقدّمون صوب العاصمة بغداد حتى أسقطوها وأسقطوا سائر المدن العراقية، وقد زار السير رونالد ستورز النجف بعد الانتصار البريطاني وقام بزيارة اليزدي مقدّما آيات التعظيم والتبجيل - رغم كونه رأس حربة في مقاومتهم قبل انتصارهم -، وطلب منه اليزدي أن يعفو عن المقاتلين وأسرى الحرب، وأن يحفظ استقلالية المدن المقدسة عند الشيعة (النجف - كربلاء - الكاظمية - سامراء - بلد)، وأن يعيّن من أهل كل محلّة قائمقام، فما كان من السير ستورز إلا أن أبدى استجابة كاملة للمطالب مع كامل التلطف والاحترام، فقال له اليزدي: ”إن الأتراك لو كانوا يسلكون مثل هذا السلوك لما أضاعوا تعلق العرب بهم ولما خسروا هذه الحرب“. ويذكر السير ستورز أنه في زيارته لليزدي حاول تقديم مبلغ مالي كبير له بعنوان أنه مساعدة للفقراء إلا أنه رفض استلامه معتذراً.

## مدرسة اليزدي الدينية
لقد دأب مراجع الدين في النجف والموسرون الشيعة على الاهتمام بإنشاء المدارس الدينية لطلبة العلوم الشرعية في الحوزة العلمية في النجف، والتي توفر السكن ومكان الدرس ومكتبات للمباحثة والمطالعة، وتوجد في مدينة النجف القديمة زهاء أربعين مدرسة دينية مخصصة لهذا الغرض، ومن هذه المدارس هي مدرسة محمد كاظم اليزدي الطباطبائي والتي أسسها سنة 1904 واكتمل بناؤها سنة 1906، وتبلغ مساحتها 750 متراً مربعاً، وتشتمل على (80) غرفة، وتقع في مدينة النجف القديمة بمحلة الحويش في أحد الفروع الخارجة من شارع الرسول المؤدي إلى ضريح علي بن أبي طالب، ومن أبرز طلابها السيد أبو القاسم الخوئي والشيخ محمد تقي آل راضي.

## مؤلفاته
| - العروة الوثقى فيما يعم به البلوى. هذا الكتاب رسالةٌ عملية متعددة الفروع، قد احتوت على ثلاثة آلاف ومئتين وستّين مسألة فقهية، وقد كتب كثيرٌ من فقهاء الشيعة شروحاً وتعليقات وحواشي عليها. - ملحقات العروة الوثقى. - الكلم الجامعة والحكم النافعة. - الصحيفة الكاظمية مجموعة من الأدعية والمناجاة. - التعادل والتراجيح. - السؤال والجواب. - مجمع الرسائل. - الاستصحاب. - حاشية على الجامع العباسي. | - حاشية على نجاة العباد. - حاشية فرائد الأصول. - حاشية على المكاسب. حاشيةٌ على كتاب المكاسب لمؤلّفه مرتضى الأنصاري. - حاشية على التبصرة. - حاشية أنيس التجّار. - رسالة في إرث الزوجة من الثمن والعقار. - رسالة في اجتماع الأمر والنهي. - رسالة في منجزات المريض. - بستان نياز. مناجاة باللغة الفارسية، وقد طُبع الكتاب في سنة وفاة المؤلّف. - رسالة في الظن. متعلق باعداد الصلاة وكيفية الاحتياط. |